# ATP Finals 2022
El Nitto ATP Finals 2022, també anomenat Copa Masters masculina 2022, és l'esdeveniment que tanca la temporada 2022 de tennis en categoria masculina. La 53a. edició en individual i la 47a. en dobles es celebren sobre pista dura interior, entre els dies 13 i 20 de novembre del 2022 al Pala Alpitour de Torí (Itàlia).
El tennista serbi Novak Đoković va igualar el rècord de sis títols de les ATP Finals que tenia el suís Roger Federer, també en va esdevenir el campió més veterà, i el campió en un interval més ampli ja que el primer títol el va aconseguir l'any 2008. Aquest fou el cinquè títol de la temporada per Đoković. La parella formada per l'estatunidenc Rajeev Ram i el britànic Joe Salisbury van guanyar el quart títol de la temporada, el primer ATP Finals que guanyaven i millorant el resultat de l'edició anterior, en el qual foren finalistes. Salisbury va esdevenir, també, el primer tennista britànic en guanyar aquest títol en dobles.

## Individual

### Classificació
| Núm. | Tennista                         | Grand Slam | Grand Slam | Grand Slam | Grand Slam | Masters 1000 | Masters 1000 | Masters 1000 | Masters 1000 | Masters 1000 | Masters 1000 | Masters 1000 | Masters 1000 | Masters 1000 | Altres millors resultats | Altres millors resultats | Altres millors resultats | Altres millors resultats | Altres millors resultats | Altres millors resultats | Altres millors resultats | Altres millors resultats | Punts | T  |
| ---- | -------------------------------- | ---------- | ---------- | ---------- | ---------- | ------------ | ------------ | ------------ | ------------ | ------------ | ------------ | ------------ | ------------ | ------------ | ------------------------ | ------------------------ | ------------------------ | ------------------------ | ------------------------ | ------------------------ | ------------------------ | ------------------------ | ----- | -- |
| Núm. | Tennista                         | AUS        | RG         | WIM        | USO        | INW          | MIA          | MON          | MAD          | ROM          | CAN          | CIN          | XAN          | PAR          | 1                        | 2                        | 3                        | 4                        | 5                        | 6                        | 7                        | 8                        | Punts | T  |
| −    | Carlos Alcaraz 08/09/2022        | R32 90     | QF 360     | R16 0      | G 2000     | SF 360       | G 1000       | R32 10       | G 1000       | A 0          | R32 10       | QF 180       | −            | QF 360       | G 500                    | G 500                    | F 300                    | SF 180                   | F 150                    |                          |                          |                          | 6.820 | 17 |
| 1    | Rafael Nadal 02/09/2022          | G 2000     | G 2000     | SF 0       | R16 180    | F 600        | A 0          | A 0          | QF 180       | R16 90       | A 0          | R32 10       | −            | R32 10       | G 500                    | G 250                    |                          |                          |                          |                          |                          |                          | 5.820 | 11 |
| 2    | Stéfanos Tsitsipàs 30/09/2022    | SF 720     | R16 180    | R32 0      | R128 10    | R32 45       | R16 90       | G 1000       | SF 360       | F 600        | R32 10       | F 600        | −            | SF 360       | F 300                    | F 300                    | G 250                    | SF 180                   | F 150                    |                          |                          |                          | 5.350 | 23 |
| 3    | Casper Ruud 29/09/2022           | A 0        | F 1200     | R64 0      | F 1200     | R32 45       | F 600        | R16 90       | R32 65       | SF 360       | SF 360       | R32 10       | −            | R16 90       | G 250                    | G 250                    | G 250                    | RR 125                   |                          |                          |                          |                          | 5.020 | 22 |
| 4    | Daniïl Medvédev · 29/10/2022     | F 1200     | R16 180    | A 0        | R16 180    | R32 45       | QF 180       | A 0          | A 0          | A 0          | R32 10       | SF 360       | −            | R32 10       | G 500                    | F 300                    | SF 295                   | G 250                    | SF 180                   | SF 180                   | F 150                    |                          | 4.065 | 18 |
| 5    | Félix Auger-Aliassime 05/11/2022 | QF 360     | R16 180    | R128 0     | R64 45     | R64 10       | R64 10       | A 0          | QF 180       | QF 180       | QF 180       | QF 180       | −            | SF 360       | G 500                    | G 500                    | G 390                    | G 250                    | G 250                    | F 150                    |                          |                          | 3.995 | 27 |
| 6    | Andrei Rubliov · 05/11/2022      | R32 90     | QF 360     | A 0        | QF 360     | SF 360       | R64 10       | R16 90       | QF 180       | R32 10       | R32 10       | R16 90       | −            | R16 90       | G 500                    | G 250                    | G 250                    | G 250                    | SF 180                   | SF 180                   | SF 180                   |                          | 3.530 | 22 |
| 7    | Novak Đoković 09/10/2022         | A 0        | QF 360     | G 0        | A 0        | A 0          | A 0          | R32 10       | SF 360       | G 1000       | A 0          | A 0          | −            | F 600        | G 500                    | G 250                    | F 150                    |                          |                          |                          |                          |                          | 3.320 | 10 |
| 8    | Taylor Fritz 05/11/2022          | R16 180    | R64 45     | QF 0       | R128 10    | G 1000       | R16 90       | QF 180       | A 0          | A 0          | R16 90       | QF 180       | −            | R32 45       | G 500                    | G 250                    | RR 160                   |                          |                          |                          |                          |                          | 2.955 | 21 |
| S1   | Holger Rune                      | R128 10    | QF 360     | R128 0     | R32 90     | R64 41       | A 0          | R32 70       | A 0          | A 0          | R32 45       | R64 10       | −            | G 1000       | F 300                    | G 250                    | G 250                    | F 150                    |                          |                          |                          |                          | 2.911 | 30 |
| S2   | Hubert Hurkacz                   | R64 45     | R16 180    | R128 0     | R64 45     | R16 90       | SF 360       | QF 180       | QF 180       | R64 10       | F 600        | R32 10       | −            | R32 45       | G 500                    | SF 180                   | SF 120                   |                          |                          |                          |                          |                          | 2.905 | 22 |

### Fase grups

#### Grup Verd
| CS | Tennista              | R. Nadal    | C. Ruud          | F. Auger-Aliassime  | T. Fritz            | Partits | Sets  | Jocs    | Pos. |
| 1  | Rafael Nadal          |             | 7−5, 7−5         | 3−6, 4−6            | 6−7(3), 1−6         | 1 − 2   | 2 − 4 | 28 − 35 | 4    |
| 3  | Casper Ruud           | 5−7, 5−7    |                  | 7−6(4), 6−4         | 6−3, 4−6, 7−6(6)    | 2 − 1   | 4 − 3 | 40 − 39 | 1    |
| 5  | Félix Auger-Aliassime | 6−3, 6−4    | 6−7(4), 4−6      |                     | 6−7(4), 7−6(5), 2−6 | 1 − 2   | 3 − 4 | 37 − 39 | 3    |
| 8  | Taylor Fritz          | 7−6(3), 6−1 | 3−6, 6−4, 6−7(6) | 7−6(4), 6−7(5), 6−2 |                     | 2 − 1   | 5 − 3 | 47 − 39 | 2    |

#### Grup Vermell
| CS | Tennista           | S. Tsitsipàs         | D. Medvédev          | A. Rubliov          | N. Đoković          | Partits | Sets  | Jocs    | Pos. |
| 2  | Stéfanos Tsitsipàs |                      | 6−3, 6−7(11), 7−6(1) | 6−3, 3−6, 2−6       | 4−6, 6−7(4)         | 1 − 2   | 3 − 5 | 40 − 44 | 3    |
| 4  | Daniïl Medvédev    | 3−6, 7−6(11), 6−7(1) |                      | 7−6(7), 3−6, 6−7(7) | 3−6, 7−6(5), 6−7(2) | 0 − 3   | 3 − 6 | 48 − 57 | 4    |
| 6  | Andrei Rubliov     | 3−6, 6−3, 6−2        | 6−7(7), 6−3, 7−6(7)  |                     | 4−6, 1−6            | 2 − 1   | 4 − 4 | 39 − 39 | 2    |
| 7  | Novak Đoković      | 6−4, 7−6(4)          | 6−3, 6−7(5), 7−6(2)  | 6−4, 6−1            |                     | 3 − 0   | 6 − 1 | 44 − 31 | 1    |

### Fase final
|  | Semifinals | Semifinals     | Semifinals    | Semifinals | Semifinals |              |             | Final | Final | Final | Final | Final |
|  |            |                |               |            |            |              |             |       |       |       |       |       |
|  | 3          | Casper Ruud    | 6             | 6          |            |              |             |       |       |       |       |       |
|  | 6          | Andrei Rubliov | 2             | 4          |            |              |             |       |       |       |       |       |
|  | 6          | Andrei Rubliov | 2             | 4          |            | 3            | Casper Ruud | 5     | 3     |       |       |       |
|  |            |                |               |            |            | 3            | Casper Ruud | 5     | 3     |       |       |       |
|  |            | 7              | Novak Đoković | 7          | 6          |              |             |       |       |       |       |       |
|  | 8          | 7              | Novak Đoković | 7          | 6          | Taylor Fritz | 65          | 6     |       |       |       |       |
|  | 8          |                |               |            |            | Taylor Fritz | 65          | 6     |       |       |       |       |
|  | 7          | Novak Đoković  | 7             | 7          |            |              |             |       |       |       |       |       |

## Dobles

### Classificació
| Rq | Tennistes                                     | Millors resultats | Millors resultats | Millors resultats | Millors resultats | Millors resultats | Millors resultats | Millors resultats | Millors resultats | Millors resultats | Millors resultats | Millors resultats | Millors resultats | Millors resultats | Millors resultats | Millors resultats | Punts | Torn. |
| Rq | Tennistes                                     | 1                 | 2                 | 3                 | 4                 | 5                 | 6                 | 7                 | 8                 | 9                 | 10                | 11                | 12                | 13                | 14                | 15                | Punts | Torn. |
| -- | --------------------------------------------- | ----------------- | ----------------- | ----------------- | ----------------- | ----------------- | ----------------- | ----------------- | ----------------- | ----------------- | ----------------- | ----------------- | ----------------- | ----------------- | ----------------- | ----------------- | ----- | ----- |
| 1  | Wesley Koolhof Neal Skupski 01/09/2022        | F 1200            | G 1000            | G 1000            | G 1000            | F 600             | QF 360            | QF 360            | F 300             | G 250             | G 250             | G 250             | G 250             | QF 180            | QF 180            | SF 180            | 7.450 | 24    |
| 2  | Rajeev Ram Joe Salisbury 09/09/2022           | G 2000            | G 1000            | G 1000            | SF 720            | QF 360            | SF 360            | QF 180            | QF 180            |                   |                   |                   |                   |                   |                   |                   | 5.890 | 17    |
| 3  | Marcelo Arévalo Jean-Julien Rojer 30/09/2022  | G 2000            | SF 720            | SF 360            | F 300             | G 250             | G 250             | G 250             | QF 180            | QF 180            | SF 180            | SF 180            |                   |                   |                   |                   | 5.255 | 24    |
| 4  | Nikola Mektić Mate Pavić 17/10/2022           | G 1000            | G 500             | G 500             | QF 360            | F 300             | G 250             | G 250             | R16 180           | QF 180            | F 150             |                   |                   |                   |                   |                   | 4.165 | 23    |
| 5  | Ivan Dodig Austin Krajicek 05/11/2022         | F 1200            | F 600             | G 500             | F 300             | G 250             | G 250             | SF 180            | F 150             |                   |                   |                   |                   |                   |                   |                   | 3.700 | 19    |
| 6  | Lloyd Glasspool Harri Heliövaara 04/11/2022   | G 500             | QF 360            | QF 360            | SF 360            | F 300             | SF 305            | QF 180            | QF 180            | F 150             | F 150             | F 150             | F 150             | F 150             |                   |                   | 3.600 | 26    |
| 7  | Marcel Granollers Horacio Zeballos 03/11/2022 | SF 720            | SF 720            | G 500             | QF 180            | QF 180            | QF 180            | QF 180            | QF 180            | SF 180            | SF 180            | SF 180            |                   |                   |                   |                   | 3.560 | 18    |
| 8  | Thanasi Kokkinakis Nick Kyrgios 31/10/2022    | G 2000            | SF 360            | G 250             | R16 180           | SF 180            |                   |                   |                   |                   |                   |                   |                   |                   |                   |                   | 3.150 | 7     |
| S1 | Matthew Ebden Max Purcell                     | F 1200            | G 250             | R16 180           | F 150             |                   |                   |                   |                   |                   |                   |                   |                   |                   |                   |                   | 2.185 | 16    |
| S2 | Tim Pütz Michael Venus                        | F 600             | G 500             | QF 360            | F 300             | R16 180           | R16 180           | QF 180            | QF 180            | SF 180            | F 150             | F 150             |                   |                   |                   |                   | 3.140 | 18    |

### Fase grups

#### Grup Verd
| CS | Tennista                        | W. Koolhof S. Skupski | N. Mektić M. Pavić | I. Dodig A. Krajicek | T. Kokkinakis N. Kyrgios | Partits | Sets  | Jocs    | Pos. |
| 1  | Wesley Koolhof Neal Skupski     |                       | 4−6, 6−7(3)        | 7−5, 4−6, [10−6]     | 6−7(3), 6−4, [10−5]      | 2 − 1   | 4 − 4 | 35 − 35 | 2    |
| 4  | Nikola Mektić Mate Pavić        | 6−4, 7−6(3)           |                    | 6−4, 3−6, [10−7]     | 7−6(4), 7−6(4)           | 3 − 0   | 6 − 1 | 37 − 32 | 1    |
| 5  | Ivan Dodig Austin Krajicek      | 5−7, 6−4, [6−10]      | 4−6, 6−3, [7−10]   |                      | 6−3, 4−6, [6−10          | 0 − 3   | 3 − 6 | 31 − 32 | 4    |
| 8  | Thanasi Kokkinakis Nick Kyrgios | 7−6(3), 4−6, [5−10]   | 6−7(4), 6−7(4)     | 3−6, 6−4, [10−6]     |                          | 1 − 2   | 3 − 5 | 33 − 37 | 3    |

#### Grup Vermell
| CS | Tennista                           | R. Ram J. Salisbury | M. Arévalo J-J. Rojer | L. Glasspool H. Heliövaara | M. Granollers H. Zeballos | Partits | Sets  | Jocs    | Pos. |
| 2  | Rajeev Ram Joe Salisbury           |                     | 3−6, 7−6(4), [10−5]   | 7−5, 6−4                   | 6−3, 6−7(8), [10−8]       | 3 − 0   | 6 − 2 | 37 − 31 | 1    |
| 3  | Marcelo Arévalo Jean-Julien Rojer  | 6−3, 6−7(4), [5−10] |                       | 5−7, 6−7(3)                | 6−1, 6−7(3), [10−7]       | 1 − 2   | 3 − 5 | 36 − 33 | 3    |
| 6  | Lloyd Glasspool Harri Heliövaara   | 5−7, 4−6            | 7−5, 7−6(3)           |                            | 6−0, 6−4                  | 2 − 1   | 4 − 2 | 35 − 28 | 2    |
| 7  | Marcel Granollers Horacio Zeballos | 3−6, 7−6(8), [8−10] | 1−6, 7−6(3), [7−10]   | 0−6, 4−6                   |                           | 0 − 3   | 2 − 6 | 22 − 38 | 4    |

### Fase final
|  | Semifinals | Semifinals                       | Semifinals               | Semifinals | Semifinals |                             |    | Final                    | Final | Final | Final | Final |
|  |            |                                  |                          |            |            |                             |    |                          |       |       |       |       |
|  | 4          | Nikola Mektić Mate Pavić         | 6                        | 64         | [10]       |                             |    |                          |       |       |       |       |
|  | 6          | Lloyd Glasspool Harri Heliövaara | 4                        | 7          | [6]        |                             |    |                          |       |       |       |       |
|  | 6          | Lloyd Glasspool Harri Heliövaara | 4                        | 7          | [6]        |                             | 4  | Nikola Mektić Mate Pavić | 64    | 4     |       |       |
|  |            |                                  |                          |            |            |                             | 4  | Nikola Mektić Mate Pavić | 64    | 4     |       |       |
|  |            | 2                                | Rajeev Ram Joe Salisbury | 7          | 6          |                             |    |                          |       |       |       |       |
|  | 1          | 2                                | Rajeev Ram Joe Salisbury | 7          | 6          | Wesley Koolhof Neal Skupski | 67 | 4                        |       |       |       |       |
|  | 1          |                                  |                          |            |            | Wesley Koolhof Neal Skupski | 67 | 4                        |       |       |       |       |
|  | 2          | Rajeev Ram Joe Salisbury         | 7                        | 6          |            |                             |    |                          |       |       |       |       |